# Secretaría de Educación Pública

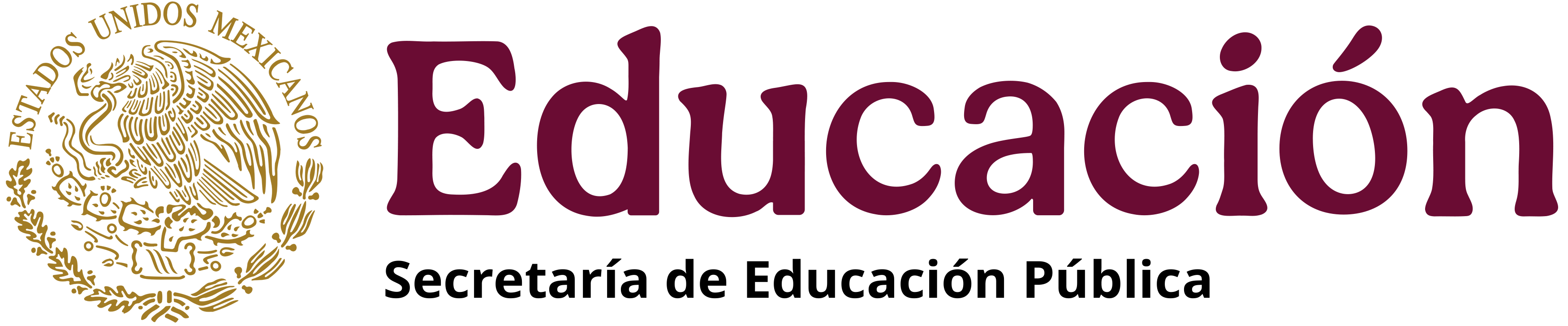
SEP

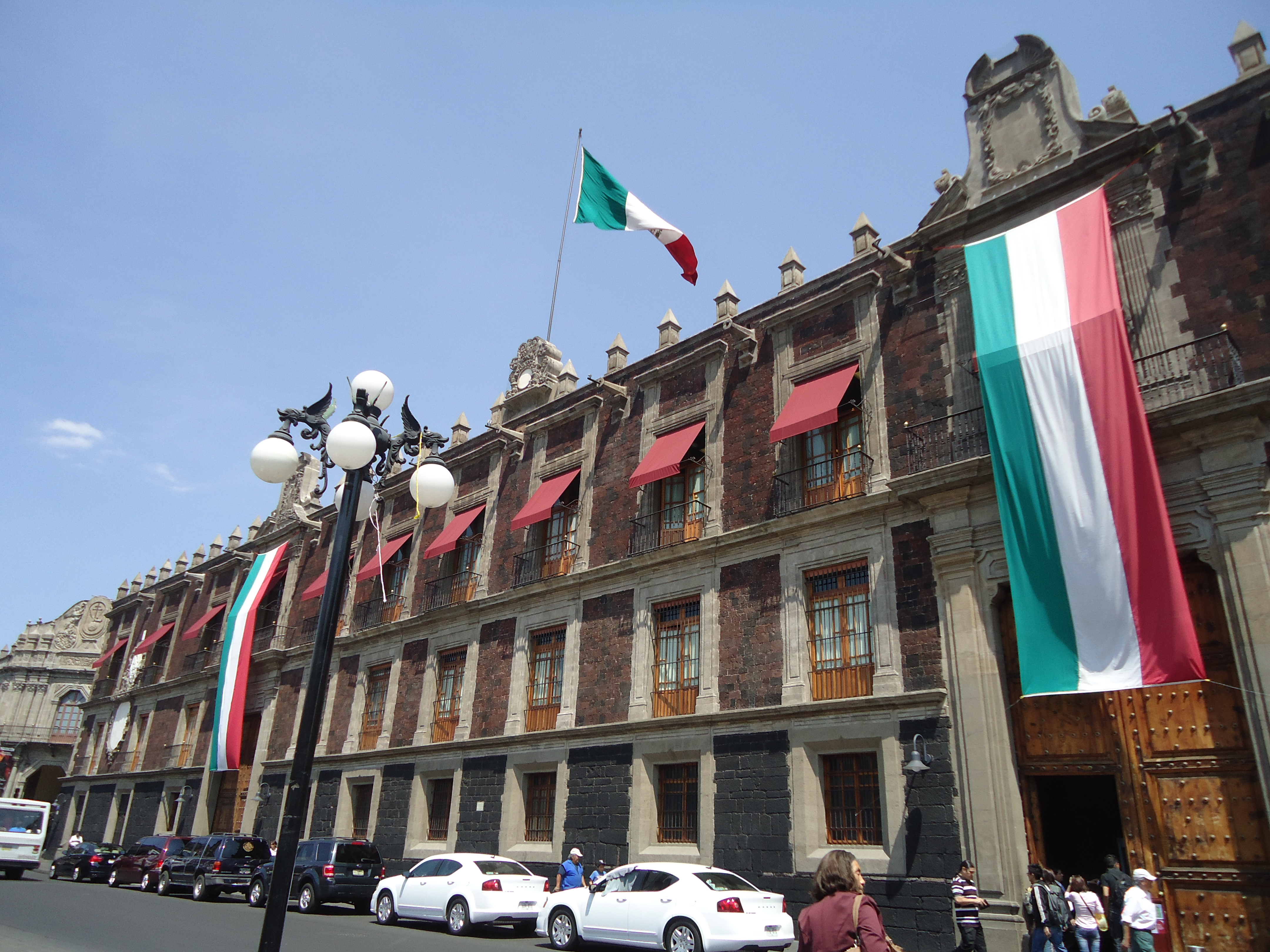
Ministeriumsgebäude, 2011

Das Secretaría de Educación Pública (SEP) ist das politische „Sekretariat (der Regierung) für öffentliches Bildungswesen“ in Mexiko, vergleichbar mit einem Kultusministerium. Es wurde 1905 gegründet und hat seinen Sitz in Mexiko-Stadt im ursprünglichen Dominikaner-Kloster Convento de la Encarnación. Die Wände der Innenhöfe wurden bis 1928 mit Wandgemälden von Diego Rivera verziert. 1937 wurde die einstige Real Aduana (königliches Zollamt) an das Gebäude angeschlossen.

## Bisherige Sekretäre
Das Amt eines „Secretario“ / einer „Secretaria“ der Regierung in Mexiko ist vergleichbar mit dem eines Ministers einer Staatsregierung.
| Amtsinhaber                                  | Amtszeit                                     | Präsident                                    | Zeitraum                                     |
| Secretario / Secretaria de Educación Pública | Secretario / Secretaria de Educación Pública | Secretario / Secretaria de Educación Pública | Secretario / Secretaria de Educación Pública |
| -------------------------------------------- | -------------------------------------------- | -------------------------------------------- | -------------------------------------------- |
| Justo Sierra Méndez                          | 1905–1911                                    | Porfirio Díaz                                | 1884–1911                                    |
| Jorge Vera Estañol                           | 1911                                         | Porfirio Díaz                                | 1884–1911                                    |
| Francisco Vázquez Gómez                      | 1911                                         | Francisco León de la Barra                   | 1911                                         |
| Miguel Díaz Lombardo                         | 1911–1912                                    | Francisco I. Madero                          | 1911–1913                                    |
| José María Pino Suárez                       | 1912–1913                                    | Francisco I. Madero                          | 1911–1913                                    |
| Jorge Vera Estañol                           | 1913                                         | Victoriano Huerta                            | 1913–1914                                    |
| Manuel Garza Aldape                          | 1913                                         | Victoriano Huerta                            | 1913–1914                                    |
| José M. Lozano                               | 1913                                         | Victoriano Huerta                            | 1913–1914                                    |
| Eduardo Tamariz y Sánchez                    | 1913                                         | Victoriano Huerta                            | 1913–1914                                    |
| Nemesio García Naranjo                       | 1913–1914                                    | Victoriano Huerta                            | 1913–1914                                    |
| Rubén Valenti                                | 1914                                         | Francisco S. Carvajal                        | 1914                                         |
| José Vasconcelos                             | 1921–1924                                    | Álvaro Obregón                               | 1920–1924                                    |
| Bernardo Gastélum                            | 1924                                         | Álvaro Obregón                               | 1920–1924                                    |
| José Manuel Puig Casauranc                   | 1924–1928                                    | Plutarco Elías Calles                        | 1924–1928                                    |
| Moisés Sáenz                                 | 1928                                         | Plutarco Elías Calles                        | 1924–1928                                    |
| Ezequiel Padilla                             | 1928–1929                                    | Emilio Portes Gil                            | 1928–1930                                    |
| Plutarco Elías Calles                        | 1929                                         | Emilio Portes Gil                            | 1928–1930                                    |
| Joaquín Amaro                                | 1929–1930                                    | Emilio Portes Gil                            | 1928–1930                                    |
| Aarón Sáenz                                  | 1930                                         | Pascual Ortiz Rubio                          | 1930–1932                                    |
| Carlos Trejo Lerdo de Tejada                 | 1930                                         | Pascual Ortiz Rubio                          | 1930–1932                                    |
| José Manuel Puig Casauranc                   | 1930–1931                                    | Pascual Ortiz Rubio                          | 1930–1932                                    |
| Narciso Bassols                              | 1931–1932                                    | Pascual Ortiz Rubio                          | 1930–1932                                    |
| Narciso Bassols                              | 1932–1934                                    | Abelardo L. Rodríguez                        | 1932–1934                                    |
| Eduardo Vasconcelos                          | 1934                                         | Abelardo L. Rodríguez                        | 1932–1934                                    |
| Ignacio García Téllez                        | 1934–1935                                    | Lázaro Cárdenas del Río                      | 1934–1940                                    |
| Gonzalo Vázquez Vela                         | 1935–1939                                    | Lázaro Cárdenas del Río                      | 1934–1940                                    |
| Ignacio Beteta                               | 1939–1940                                    | Lázaro Cárdenas del Río                      | 1934–1940                                    |
| Luis Sánchez Pontón                          | 1940–1941                                    | Manuel Ávila Camacho                         | 1940–1946                                    |
| Octavio Béjar Vázquez                        | 1941–1943                                    | Manuel Ávila Camacho                         | 1940–1946                                    |
| Jaime Torres Bodet                           | 1943–1946                                    | Manuel Ávila Camacho                         | 1940–1946                                    |
| Manuel Gual Vidal                            | 1946–1952                                    | Miguel Alemán Valdés                         | 1946–1952                                    |
| José Ángel Ceniceros                         | 1952–1958                                    | Adolfo Ruiz Cortines                         | 1952–1958                                    |
| Jaime Torres Bodet                           | 1958–1964                                    | Adolfo López Mateos                          | 1958–1964                                    |
| Agustín Yáñez                                | 1964–1970                                    | Gustavo Díaz Ordaz                           | 1964–1970                                    |
| Víctor Bravo Ahúja                           | 1970–1975                                    | Luis Echeverría                              | 1970–1976                                    |
| Porfirio Muñoz Ledo                          | 1976–1977                                    | José López Portillo                          | 1976–1982                                    |
| Fernando Solana                              | 1977–1982                                    | José López Portillo                          | 1976–1982                                    |
| Jesús Reyes Heroles                          | 1982–1985                                    | Miguel de la Madrid                          | 1982–1988                                    |
| Miguel González Avelar                       | 1985–1988                                    | Miguel de la Madrid                          | 1982–1988                                    |
| Manuel Bartlett Díaz                         | 1988–1992                                    | Carlos Salinas de Gortari                    | 1988–1994                                    |
| Ernesto Zedillo                              | 1992–1993                                    | Carlos Salinas de Gortari                    | 1988–1994                                    |
| Fernando Solana                              | 1993–1994                                    | Carlos Salinas de Gortari                    | 1988–1994                                    |
| José Ángel Pescador                          | 1994                                         | Carlos Salinas de Gortari                    | 1988–1994                                    |
| Fausto Alzati                                | 1994–1995                                    | Ernesto Zedillo                              | 1994–2000                                    |
| Miguel Limón Rojas                           | 1995–2000                                    | Ernesto Zedillo                              | 1994–2000                                    |
| Reyes Tamez Guerra                           | 2000–2006                                    | Vicente Fox                                  | 2000–2006                                    |
| Josefina Vázquez Mota                        | 2006–2009                                    | Felipe Calderón Hinojosa                     | 2006–2012                                    |
| Alonso Lujambio                              | 2009–2012                                    | Felipe Calderón Hinojosa                     | 2006–2012                                    |
| José Ángel Córdova Villalobos                | 2012                                         | Felipe Calderón Hinojosa                     | 2006–2012                                    |
| Emilio Chuayffet Chemor                      | 2012–2015                                    | Enrique Peña Nieto                           | 2012–2018                                    |
| Aurelio Nuño Mayer                           | 2015–2017                                    | Enrique Peña Nieto                           | 2012–2018                                    |
| Otto Granados Roldán                         | 2017–2018                                    | Enrique Peña Nieto                           | 2012–2018                                    |
| Esteban Moctezuma                            | 2018–                                        | Andrés Manuel López Obrador                  | 2018–                                        |